# Beșkivka, Koriukivka
Beșkivka (în ucraineană Бешківка) este un sat în comuna Domașlîn din raionul Koriukivka, regiunea Cernihiv, Ucraina.

## Demografie
Componența lingvistică a localității Beșkivka
     Ucraineană (93,1%)
     Rusă (6,9%)
Conform recensământului din 2001, majoritatea populației localității Beșkivka era vorbitoare de ucraineană (93,1%), existând în minoritate și vorbitori de rusă (6,9%).